# Amyrtée
Amyrtée est le seul pharaon de la XXVIIIe dynastie. Il combat contre les Perses et assure l'indépendance de l'Égypte pour une courte période. Amyrthée est renversé par Néphéritès Ier de Mendès, une ville à l'est du delta, qui fonde la XXIXe dynastie. Il est exécuté à Memphis en octobre -399.
Amyrtée est la forme grecque du nom égyptien Amenardis, nom généralement féminin. Il portait peut-être également le nom de Psammétique, on le reconnait alors comme le pharaon Psammétique IV, à moins que ce dernier ne soit en fait un concurrent d'Amyrtée, comme plus tard Néphéritès.
Peut-être descendant des Saïtes (XXVIe dynastie), il fonde la XXVIIIe dynastie dont il sera l'unique représentant.
Après son règne viennent les deux dernières dynasties gouvernées par des autochtones, dont le dernier représentant est Nectanébo II.
C'est sous Amyrtée que fut reconnue l'île Helbo qui aurait été le refuge d'Anysis l'aveugle (Hérodote - Histoire - Livre II - CXL)[réf. nécessaire].